# ドラムブレーキ

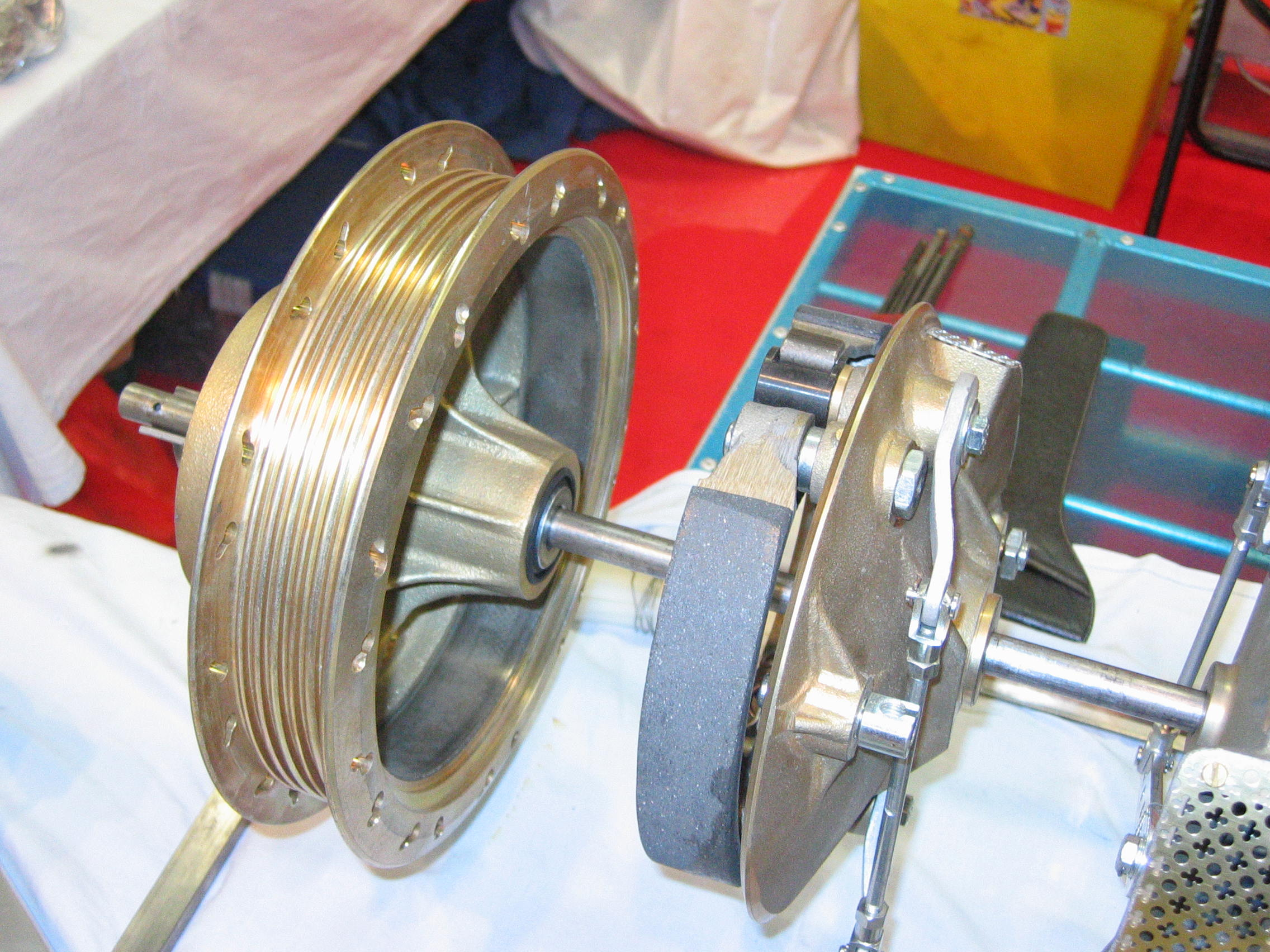
オートバイ用のドラムブレーキを分解したところ。
左がブレーキドラムつきのスポークホイール用のハブ、右がブレーキシューのついたドラムブレーキの機構部。

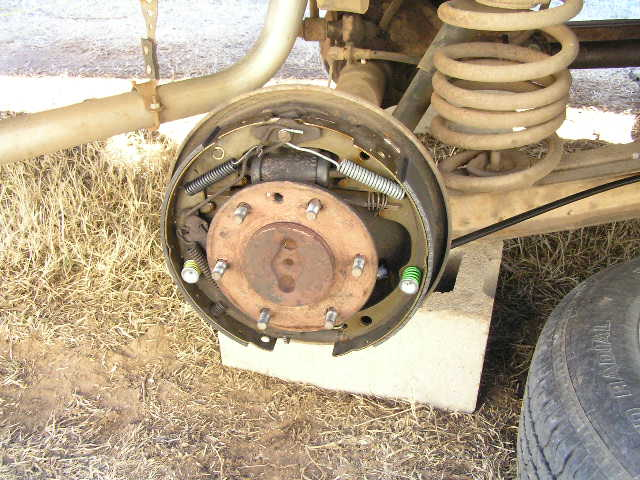
自動車用のドラムブレーキの内部（リーディング・トレーリング式）

ドラムブレーキ（英: drum brake）は、軸とともに回転する円筒形状の部材（ドラム）に制輪子（ブレーキシュー）を押し付けて、制動力や拘束力を得るブレーキの一種である。

## 概要

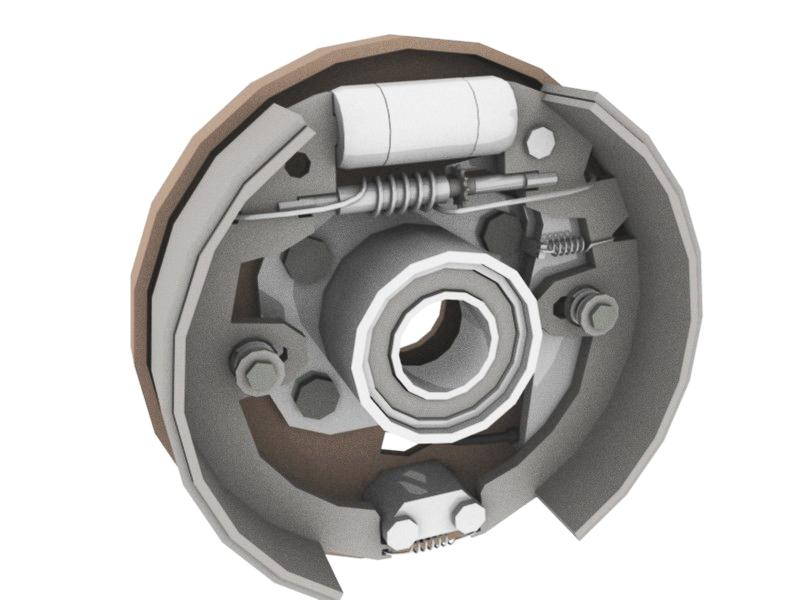
ブレーキドラムを取り外したドラムブレーキ内部の図。上部にホイールシリンダー、左右にシューがあり、下端がピボットに固定されているのでシューの上側がトーとなる。ドラムが反時計回りの場合、左のシューがリーディングシューとなる。

ドラムブレーキの方式は大きく分けると、ドラムの外側からブレーキシューを押しつける外部収縮式と内側から押しつける内部拡張式、ならびに外側と内側の両方に押しつける内外接式の3種類がある。外部収縮式は船舶の舫い綱や漁網を巻き上げるウインチに利用例があり、内部拡張式は自動車、オートバイ、一部の自転車、ごく一部の鉄道車両”の車輪に利用例がある。ブレーキシューは一端が揺動軸として回転可能に保持され、他端に油圧やカム、リンク機構を介して荷重を与え、ドラムに押し付けられる。シューの揺動軸に固定された側はヒール(英: heel)、油圧などで荷重を与えられる側はトー (英: toe) と呼ぶ。ドラムの摺動面がトーからヒールへ向かう方向に回転するとき、シューにかかる摩擦力がシューを押しつける方向に作用する偶力として働く。これによりブレーキを作動させる荷重以上の垂直抗力が加わり、より高い摩擦力が発生する。これを自己倍力作用と呼ぶ。一方、逆方向に回転すると、シューを離す方向に作用する偶力が生じ、摩擦力は弱くなる。自己倍力作用により、円板を側面から挟むディスクブレーキや車輪を側面から挟む方式のブレーキと比較すると、低い作動力で高い制動力、拘束力を生むことができる。

## 車両での利用
内接式ドラムブレーキは自動車やオートバイなど陸上を走行する輸送機械の車輪を制動するブレーキに広く用いられる方式の1つで、一部の鉄道車両や路面電車にも採用例がある。自動車用としては他にディスクブレーキが普及しているが、ディスクブレーキよりも小型、軽量で、製造コストが低いほか、自己倍力作用を持ち、拘束力が高い利点がある。一方で、ブレーキドラムの内部に水分が入った場合に制動力が低下し、乾燥するまでの回復が遅いことや、ディスクブレーキよりも放熱性が悪く、コントロール性が低い欠点がある。ドラムブレーキの放熱性（耐フェード性）を向上するために、ドラムを軽量なアルミ製にしたり、それに加えて放熱フィンを設けたアルフィンドラム(英: alfin brake drum)などが採用される例があった。アルミ鋳造によるドラムの内側摺動面に鋼製の円筒を鋳込んで耐摩耗性（寿命）、強度、剛性を確保した構造が採られ、日本車では1960年代までのスポーツカーや高級車に採用された。
古くは乗用車や小型貨物車でも4輪（総輪）にドラムブレーキを採用した車種が一般的であったが、動力性能の向上やユーザーニーズの高度化に伴ってディスクブレーキに置き換えられ、前輪は多くの車種でディスクブレーキが採用されるようになった。日本車において大型車を除く4輪（総輪）にドラムブレーキを採用した最後の車種は普通車では1979年11月から1993年6月まで生産された日産・ブルーバード（910型系の営業車シリーズのみ）、軽自動車では1996年3月から2001年3月まで生産されたダイハツ・ミゼットIIであった。低廉な乗用車や小型貨物車では後輪ブレーキがパーキングブレーキを兼ねていることから、拘束力の高いドラムブレーキが一般的である。また、車両総重量の大きな大型のトラックやバスではドラムブレーキの利点が重視されて、2023年現在では除雪車等のごく一部の特殊車両を除くほとんどの車両に総輪（ベンチレーテッド）ディスクブレーキを標準で採用する2代目UD・クオン（除雪車を除く全車型）と3代目いすゞ・ギガセミトラクタを除くすべての車輪で採用されている。4輪にディスクブレーキを採用する乗用車のうち、比較的車重が大きな車種では、ディスクブレーキによるパーキングブレーキでは拘束力が不足することから、後輪ディスクブレーキの内側にパーキングブレーキ専用の機械式ドラムブレーキを内蔵する、ドラム・イン・ディスク式あるいはインナードラム式と呼ばれる方式が採用される例もある。かつての中型・大型トラックやクロスカントリータイプの四輪駆動車では、プロペラシャフトにドラムブレーキを配置してパーキングブレーキとしていた。
オートバイも乗用車と同様に、1970年代までは前後輪共に機械式ドラムブレーキを採用することが一般的だったが、前輪は多くの車種で油圧式ディスクブレーキに置き換わり、高い動力性能を持つ車種では後輪にもディスクブレーキが採用されるようになった。その後も低廉で小型の車種では機械式ドラムブレーキが採用されていたが、新型車は2018年10月、継続生産車などは2021年10月から、ABS（原付二種はABSまたはCBS：前後連動ブレーキ）の装備が義務化された。ABSは油圧式ブレーキでなければ装備が難しいこと、油圧式ドラムブレーキはバイクではあまり採用例がないことから、油圧式ディスクブレーキの装備がさらに広まり、国内のバイクにおいてドラムブレーキは過去の装備となりつつある。

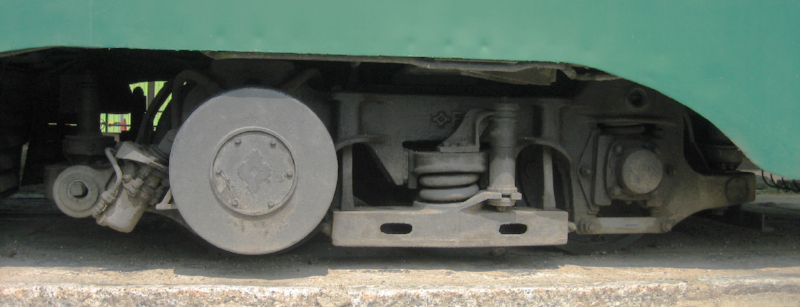
制動装置にドラムブレーキを採用した名古屋市電1800形電車の台車

路面電車では1950年代後半から1960年代にかけて、弾性車輪を装備して製作された高性能車両に採用例がある。弾性車輪は防音や防振のために車輪の輪心部とタイヤ部との間にゴムの緩衝材を組み込んだものであったが、高い動力性能を持った車両を制動するために踏面ブレーキを連続的に使用すると、発熱して緩衝材を締結するボルトが緩む問題が生じた。高加速性能に見合った高いブレーキ性能を確保するため、踏面ブレーキに代わって車輪に熱を伝えないドラムブレーキが採用された。
動作機構にはカムでシューの一端を押し広げる場合と、油圧や空圧を利用したシリンダで押し広げる場合とがある。カムを利用した動作機構は、カムの軸を回転させるレバーの端をコントロールケーブルで引いてブレーキを動作させる。自動車のパーキングブレーキや、オートバイのブレーキで広く用いられている。シリンダを利用した動作機構ではこのシリンダをホイールシリンダと呼び、ピストンの軸力を直接シューの一端に与えて動作させる。ホイールシリンダはドラムブレーキの基部であるバックプレートに固定される場合と、一方のシューに浮動支持される場合とがある。自動車のフットブレーキで用いられる場合が多い。

## 細分類
主な回転方向の回転で摺動面がトーからヒールへ向かう方向となる、すなわち自己倍力作用を発生するように配置されたとシューをリーディングシューと呼び、その逆をトレーリングシューと呼ぶ。自動車などでは前進時に自己倍力作用を生むシューがリーディングシューである。シューやブレーキシリンダーの配置によって次のように分類される。
リーディング・トレーリング
リーディングシューとトレーリングシューを対置したもので、シューを動作させる機構が1つで作動できるドラムブレーキの基本となる方式である。正転（前進）と逆転（後退）で同じ制動力が得られ、構造が簡単で製造コストが低いことから、パーキングブレーキを兼ねる後輪にはこの形式が採用される。オートバイでも後輪に用いられるほか、小型低廉な車種では前輪にも用いられる場合も少なくない。
ツー・リーディング
リーディングシューを2つ組み込んだ形式で、シューを動作させる機構がそれぞれのシューに1つずつ組み合わされる。2つのリーディングシューにより正転（前進）では大きな制動力が得られる反面、逆転（後退）時は自己倍力作用が働かずに制動力が低い。大きな制動力が必要となる、前輪に用いられる。かつてはレース用オートバイやスズキ・GT750、スズキ・テンプターなど、ツー・リーディング式を前輪に左右対称に用いたダブルパネルツーリーディングと呼ばれる形式が採用された。
ユニ・サーボ
ツー・リーディングを1つの動作機構で動作させる形式である。2つのシューは互いに向き合う端がリンク機構で連結され、1つめのリーディングシュー（プライマリーシュー）の他端が動作機構によって動作される。一方、2つめのシュー（セカンダリーシュー）の他端は回転可能に支持されていて、リンク機構を通じて伝達されるプライマリーシューの動きによって動作される。
デュアル・ツー・リーディング
動作機構として両口ホイールシリンダーを2つ配し、それぞれが2つのシューの一端を動作させる形式である。それぞれのシューは両端が押され、前進、後退のどちらにもツー・リーディングとして働く。日本では大型車の後輪に採用されることが多い。
デュオ・サーボ
ツーリーディングの発展型で、1つの動作機構により2つのリーディングシューを動作させる方式である。2つのシューの一端は共通の動作機構に接続され、もう一端は固定されずに互いのシューがリンク機構により連結されている。プライマリーシューがホイールシリンダなどの動作機構により動作してドラムのトルクを受けると、リンク機構を介してセカンダリーシューを押す。逆転の際にはプライマリーとセカンダリーのシューの役割が入れ替わり、正転（前進）時と逆転（後進）時の両方で強い制動力を発揮する。特に大きな制動力を必要とする貨物車のほか、バスなどの大型乗用車に用いられる。